# NGC 7056
NGC 7056 (другие обозначения — IC 1382, PGC 66641, UGC 11734, MCG 3-54-8, ZWG 449.19, KARA 911) — галактика в созвездии Пегас.
Этот объект входит в число перечисленных в оригинальной редакции «Нового общего каталога».